# Polák malý

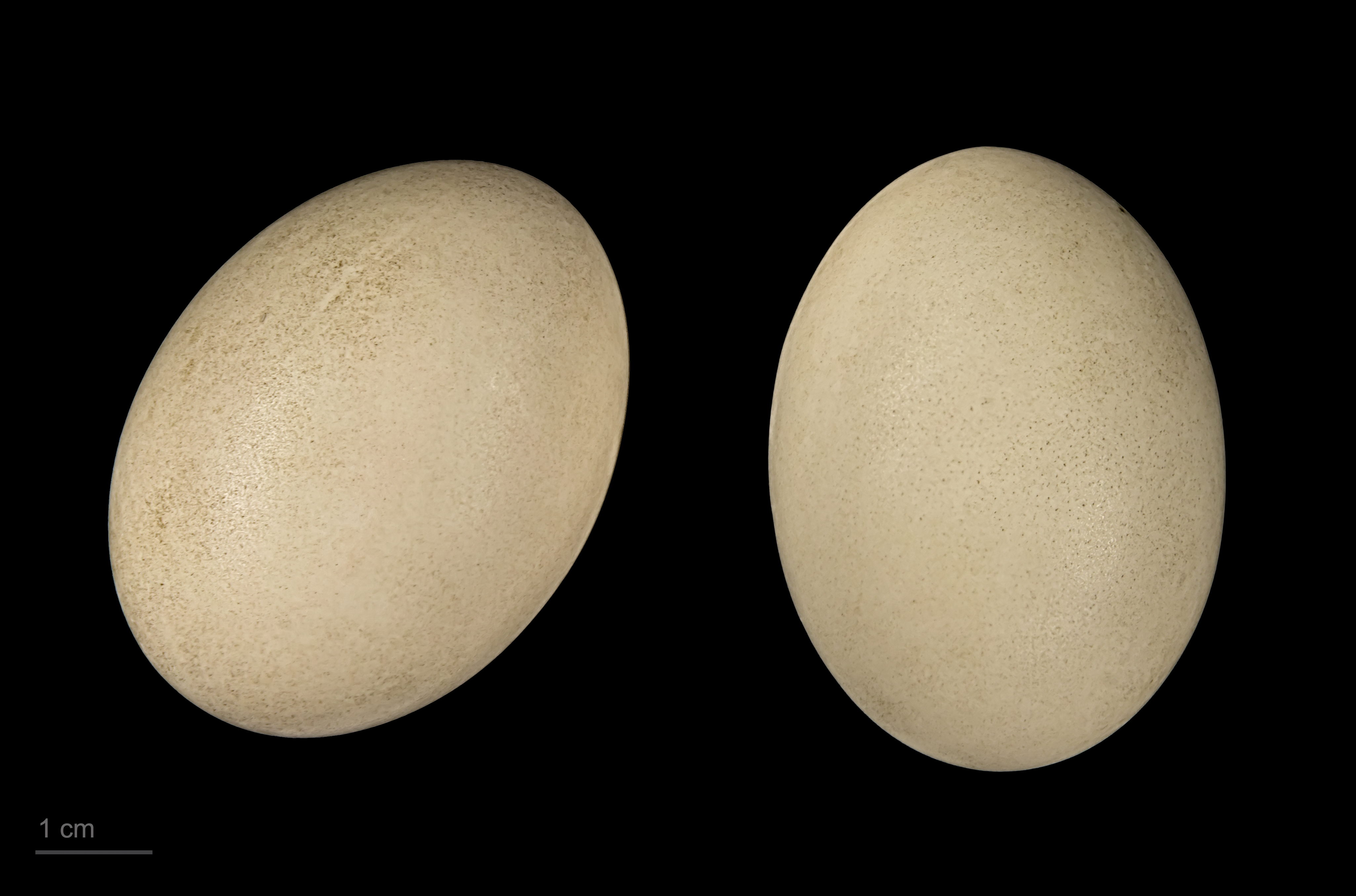
Aythya nyroca

Polák malý (Aythya nyroca) je malá potápivá kachna.

## Popis
Nejmenší polák, dorůstá přibližně 39–43 cm, váží 410–650 g a v rozpětí křídel měří 60–67 cm. Dospělý samec je kaštanově hnědý s tmavším hřbetem a křídly a bílými okraji křídel, na břiše má velkou bílou skvrnu, díky které jej můžeme snadno rozeznat od podobných samic poláka chocholačky. Samice se podobá samci, v porovnání s ním má však jednotvárnější zbarvení a tmavé oči.

## Hnízdění
Polák malý hnízdí v jižní, východní a střední Evropě a v jižní a západní Asii. Je převážně tažný, na zimu se hromadně stahuje do jižní Evropy, na sever afrického kontinentu, ke Kaspickému moři a do jihovýchodní Asie. V posledním století se početnost poláka malého na území České republiky silně snížila, v současné době již náleží k jednomu z nejvzácnějších českých poláků. Ročně na českém území hnízdí maximálně 3 páry a zimuje 1 - 5 jedinců.
Polák malý se vyskytuje většinou v párech nebo v menších hejnech, často i ve společnosti jiných druhů potápivých kachen, převážně poláků a zrzohlávek. Často se potápí, před potopením provádí pro poláky charakteristický výskok. Většinou se potápí na několik sekund a jen asi do metrové hloubky.[zdroj⁠?!] Požírá převážně vodní rostliny a drobné vodní živočichy, zejména vodní hmyz, měkkýše a malé rybky.
Hnízdí v blízkosti hlubších jezer a močálu. Hnízdo staví na zemi v hustém porostu a během května až června do něj klade 7–12 světle žlutých vajec, na kterých sedí střídavě oba rodiče přibližně 25–28 dní. O vylíhlá mláďata pečuje pouze samice.

## Chov v zoo
Tento druh kachny byl v červenci 2020 chován přibližně ve 140 evropských zoo. V rámci Česka se ve stejnou dobu jednalo o tato zařízení:
- Zoo Dvůr Králové
- Zoo Hluboká
- Zoopark Chomutov
- Zoo Ostrava
- Zoo Plzeň
- Zoo Praha
- Zoo Ústí
- Zoo Zlín

Zároveň je chován v Centru Ochrany fauny ČR v Hrachově.

### Chov v Zoo Praha
Kdy se první příslušníci tohoto druhu dostali do Zoo Praha, není zcela jisté. Nejpozději to však bylo v roce 1988. Ke konci roku 2018 byli chováni tři samci a čtyři samice.
Polák malý je k vidění v průchozí africké voliéře expozičního celku Ptačí mokřady v dolní části zoo.